# Bellioidea
Bellioidea er en familie af krabber.

## Arter
Der er syv arter i familien Bellioidea:
- Acanthocyclus albatrossis Rathbun, 1898
- Acanthocyclus gayi Lucas, 1844
- Acanthocyclus hassleri Rathbun, 1898
- Bellia picta H. Milne-Edwards, 1848
- Corystoides abbreviatus A. Milne-Edwards, 1880
- Corystoides chilensis Lucas, 1844
- Heterozius rotundifrons A. Milne-Edwards, 1867